# New jack swing
New jack swing o swingbeat es un género dirigido y popularizado por Teddy Riley y Bernard Belle que se hizo muy popular a finales de la década de los ochenta y principios de los noventa. Su influencia, junto con el hip-hop, se hizo un hueco en la cultura pop y fue el sonido definitivo de la innovadora escena neoyorquina de los clubs nocturnos.
Combina los ritmos funk (duplicados inspirándose en el sonido Motown), las muestras y las técnicas de producción del hip-hop y el dance-pop con el sonido urbano contemporáneo de R&B. El new jack swing fue desarrollado como muchos estilos anteriores mediante la combinación de elementos clásicos con corrientes más recientes. Utilizó voces de estilo R&B cantadas sobre el hip-hop y la instrumentación de estilo dance-pop.
El diccionario en línea Merriam-Webster defina el new jack swing como "música pop generalmente interpretada por cantantes de raza negra que combina elementos del jazz tradicional, el jazz suave, el funk, el rap, el rhythm, el blues y la música electrónica.
Por su parte, los compositores y los productores utilizaron los sampler SP-1200 y la caja de ritmos Roland TR-808 para establecer un ritmo insistente bajo melodías claras y voces claramente enunciadas. Los productores más importantes fueron Babyface, Bernard Belle, Jimmy Jam y Terry Lewis, LA Reid y Teddy Riley.

## Historia
Una colaboración entre los miembros de The Time, Jimmy Jam y Terry Lewis, además de Janet Jackson, originaron el estilo que vino después a ser conocido como New Jack Swing con el tercer álbum de estudio de Janet, Control (1986). Jam y Lewis usaron las mismas influencias con otras provenientes del hip-hop y del R&B. Mientras Jackson fue previamente popular en la escena R&B, Control estableció su paso hacia una carrera más comercial. El musicólogo Richard J. Ripani, autor de The New Blue Music: Changes in Rhythm & Blues, 1950-1999 (2006), observa que el álbum fue uno de los primeros éxitos en influir en el despegue del New Jack Swing tras crear una fusión del R&B, el rap, el funk, el disco y una percusión hecha con sintetizadores. El éxito de Control, según afirma Ripani, estableció un lazo entre la música R&B y el rap. El afirma también que "desde que el álbum de Jackson fue lanzado en 1986 y resultó ser un éxito, no es irrazonable asumir que tuvo al menos algo de impacto en las nuevas creaciones que llegarían de Teddy Riley. Los primeros discos de Mantronix a mediados de los años ochenta también tenían nuevos elementos jack.
El término New Jack Swing fue acuñado el 18 de octubre de 1987 en el diario The Village Voice por Barry Michael Cooper. Describe un sonido producido y diseñado por artistas de R&B y hip-hop y el productor Teddy Riley. Riley es un cantante americano de ambos estilos, además de un compositor, músico y productor musical. Marchó de la banda Guy a finales de los ochenta y de Blackstreet en los noventa.
La web vh1.com indica que, mientras en los 2000's, el hip-hop y el R&B son primos hermanos, a principios de los ochenta, los dos géneros rara vez coincidían. Asimismo, a finales de los ochenta, Riley y André Harrell fusionaron y comercializaron los dos sonidos con una música sexy y exclamativa que los críticos calificaron como un nuevo swing. Todo esto provocó una revolución. Riley afirmó que antes del New Jack Swing, los raperos y los demás cantantes no querían saber los unos de los otros porque, mientras unos eran suaves, los raperos eran más agresivos y callejeros. El nuevo estilo de Riley mezclaba una melodía dulce y grandes ritmos. La sensibilidad de la fusión de ambos estilos cambiaría el emparejamiento de la música pop y hip-hop, popularizado más adelante con Bad Boy en los años noventa a través de muchas de las mismas técnicas. Riley, de 19 años y natural de Harlem, rápidamente se convirtió en un productor reconocido y produjo los trabajos de multitud de artistas. La estética de la cultura también se extendió a las audiencias blancas a través de New Kids on the Block, entre otros.

## Influencias
En la película de 1989 Cazafantasmas II, aparece la canción de Bobby Brown On Our Own, el cual fue apodado como el Rey del New Jack Swing. La sitcom de NBC El Príncipe de Bel Air mostraba en ocasiones ciertas facetas de esta cultura, como la estrella de la serie, Will Smith, el cual era conocido por su dúo de hip-hop con DJ Jazzy Jeff, el cual aparece espontáneamente en la serie. En el primer episodio, Will baila con el sencillo de Soul II Soul Back to Life.
A Different World y In Living Colour son otros de los programas estadounidenses que mostraban la influencias del New Jack Swing. Video Soul, Soul Train, Showtime at the Apollo, así como los talk show nocturnos como The Arsenio Hall Show ayudaron incluso a promocionar a los artistas de esta corriente.
House Party con Kid 'n Play, Boyz n the Hood, Juice, New Jack City, Boomerang, Above the Rim, Poetic Justice, Blankman y Bebe's Kids utilizaron el New Jack Swing para sus bandas sonoras. Artistas mundialmente conocidos como Michael Jackson, Donnar Summer, Sheena Easton, Debbie Gibson, Laura Branigan, Jane Childe, Joey Lawrence, Paula Abdul, Kylie Minogue y Bell Biv DeVoe añadieron a sus trabajos elementos del jack a finales de los ochenta y principios de los noventa. Hasta la fecha, el mayor éxito del New Jack Swing es el álbum Dangerous (1991) de Michael Jackson, el cual ha vendido 30 millones de copias. 

## Resurgimiento
El cantante pop estadounidense Bruno Mars implemento elementos de New Jack Swing en su tercer álbum de 2016, 24K Magic, en su quinto sencillo, "Finesse", el cual está completamente influenciado por el New Jack Swing. La canción fue un éxito comercial, alcanzando el puesto número dos en Nueva Zelanda, el número tres en Estados Unidos y Canadá, y el top diez en Australia, Irlanda, Países Bajos y Reino Unido.

## Grupos y artistas
| - Aaron Hall - After 7 - Al B. Sure! - Alexander O'Neal - Alph Lyla - Another Bad Creation - Babyface - Backstreet Boys - B4-4 - Chris Bender - Bell Biv DeVoe - BlackGirl - Blackstreet - Bobby Brown - Boyz II Men - Brownmark - Brownstone - Tevin Campbell - Cherelle - Christopher Williams - Color Me Badd - Damian Dame - Deborah Gibson - Deja - El DeBarge - En Vogue - Eternal & Louise Redknapp - Ex-Girlfriend - Father MC - Finest Hour - For Real - Foster & McElroy - Full Force | - The Good Girls - GuyGuy - H-Town - Heavy D - Hi Five - Intro - II D Extreme - Janet Jackson - Jodeci - Joe Public - Johnny Gill - Johnny Kemp - Karyn White - Keith Sweat - Kid 'n Play - Kut Klose - LeVert - Lisa Stansfield - Lo-Key? - Loose Ends - Mary J. Blige - Meli'sa Morgan - Men At Large - Michael Jackson - Michael Migdall - Michel'le - Mint Condition - Mokenstef - Monie Love - Nayobe - New Edition - New Kids on the Block - Nikki D - Ol' Skool - Paula Abdul - Pebbles - Portrait - Prince - Ralph Tresvant | - Riff - Salt-N-Pepa - Samuelle - Shai - Shanice - Silk - Soul 4 Real - Special Generation - Stacy Lattisaw - Suave - SWV - Tara Kemp - Teddy Riley - Tevin Campbell - The Boys - The Force M.D.s - The Rude Boys - The System - Timex Social Club - Timmy Gatling - TLC - Today - Tony Terry - Tony! Toni! Toné! - Total - Trey Lorenz - Troop - Tyler Collins - Xscape - Young MC - Zhané |